# Jacamaralcyon tridactyla
Lo jacamar tridattilo (Jacamaralcyon tridactyla (Vieillot, 1817)) è un uccello piciforme della famiglia Galbulidae, endemico del Brasile. È l'unica specie del genere Jacamaralcyon.